# 鸡眼草属
鸡眼草属（学名：Kummerowia）是蝶形花科下的一个属，为一年生、铺地草本植物。该属共有鸡眼草（K. striata）和长萼鸡眼草（K. stipulacea）两种，分布于西伯利亚至中国和日本。

## 物种
本属包括以下物种：
- 鸡眼草 Kummerowia striata
- 长萼鸡眼草 Kummerowia stipulacea